# 陳謨 (萬曆進士)
陳謨（1552年—1618年），字曰都，號禹聞，浙江紹興府余姚县人，竈籍，明朝政治人物。

## 生平
万历十三年（1585年）乙酉科浙江乡试舉人，三十二年（1604年）甲辰科进士，以父喪歸，服除，三十四年授刑部河南司主事，歴湖广司员外、广西司郎中，四十年升潮州知府，设法以军中结余补军饷之不足，民得以安。四十一年丁母憂，服闋，起補肇庆知府，筑堤十里以御海潮，四十六年七月升本省副使，本年八月十日卒，距生嘉靖壬子十二月初四日，年六十有七。葬龙泉乡屿山之原。

## 家族
曾祖陳瀚，祖陳昇。父陳朱，母沈氏，封太安人，贈太恭人。元配高氏，赠恭人，無子。继配赵氏（1569—1639年），封恭人，生長子陳士嶽，庠生，先母六年卒，娶张氏。侧室生次子陳士崧，娶徐氏；三子陳士嶺，未娶卒。